# Fritillaria viridiflora
Fritillaria viridiflora là một loài thực vật có hoa trong họ Liliaceae. Loài này được Post miêu tả khoa học đầu tiên năm 1895.